# Vera Ievstàfievna Popova
Vera Ievstàfievna Popova, nascuda Vera Bogdanóvskaya (Вера Евстафьевна Попова, 17 de setembre de 1867-8 de maig de 1896) va ser una química russa. Una de les primeres químiques a Rússia, i la primera dona russa autora d'un llibre de química. Probablement es va convertir en la primera dona a morir a causa de la química, com a resultat d'una explosió en el seu laboratori.

## Joventut i educació
Vera Bogdanóvskaia va néixer el 1868 a Sant Petersburg. El seu pare, Evstafy Ivanovich Bogdanovsky, era professor de cirurgia. Els seus pares van voler que, inicialment, els seus tres fills fossin educats a casa. El 1878, va començar a estudiar a l'Institut Smolny a l'edat de 11 anys. A partir de 1883 va passar quatre anys al Bestuzhev Courses i després d'això va treballar durant dos anys en laboratoris de la Acadèmia de Ciències de Rússia i l'Acadèmia Militar Quirúrgica. El 1889 Bogdanóvskaya va deixar Rússia per traslladar-se a Suïssa, on va realitzar un doctorat en química a la Universitat de Ginebra.
Va defensar la seva investigació sobre la Dibenzyl ketona el 1892. Bogdanóvskaya volia treballar en H-C≡P (metililidinafosfano), però va ser persuadida pel seu supervisor doctoral, el professor Carl Graebe. També va treballar amb el Dr. Philippe Auguste Guye a Ginebra, que estava treballant en la estereoquímica.

## Carrera

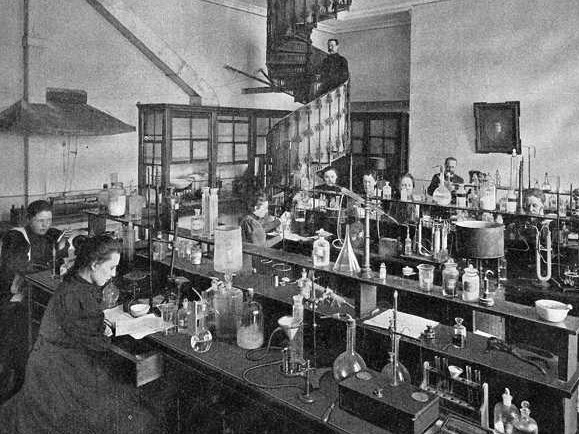
Estudiants del Bestuzhev Courses al laboratori de química

Bogdanóvskaya va tornar a Sant Petersburg el 1892 per treballar en els Bestuzhev Courses, on va ensenyar química. Aquesta era una institució fundada el 1878 per encoratjar a les dones russes a romandre a Rússia per estudiar. Treballava com a assistent del Prof. L'vov ensenyant els primers cursos de estereoquímica. La seva reputació com a conferenciant i el seu coneixement de l'ensenyament li van permetre escriure el seu primer llibre, un llibre de text sobre química bàsica. Va escriure ressenyes, va traduir documents acadèmics sobre química i, juntament amb el seu professor, va publicar les obres d'Aleksandr Bútlerov, que havia mort en 1886. Entre 1891 i 1894, va publicar una sèrie d'articles basats en la seva tesi doctoral.
No era només una química; també estava interessada en l'entomologia, l'escriptura i les llengües. El 1889, va publicar una descripció del treball amb les abelles. Bogdanóvskaya va publicar els seus propis contes, així com les seves traduccions de l'escriptor francès Guy de Maupassant.

## Vida privada
Bogdanóvskaya es va casar amb el general Jacob Kozmich Popov en 1895. Era més gran que ella i director d'una planta militar d'acer, ella li va exigir que li construís un laboratori on pogués continuar la seva química. Vivien en Izhevskii Zavod, una ciutat sota control militar que es dedicava a la fabricació d'armes. S'ha suggerit que el seu matrimoni va poder haver estat de conveniència, ja que se sabia que les dones russes de vegades es casaven només per escapar de les convencions de la societat.

## Defunció
Popova va morir el 8 de maig de 1896 (calendari gregorià, el 26 d'abril al calendari julià), (la data es dona de vegades com 1897 en fonts angleses) com a resultat d'una explosió que va passar mentre que ella intentava sintetitzar H-C≡P (metilidinafosfà), un producte químic similar a l'àcid cianhídric. El H-C≡P, el producte químic que estava tractant de sintetitzar en el moment de la seva mort, no es va crear amb èxit fins a 1961 a partir de fosfina i carboni. És extremadament pirofòric i polimeritza fàcilment a temperatures per sobre de -120 °C. El seu punt triple és -124 °C i es crema espontàniament fins i tot a baixes temperatures quan s'exposa a l'aire.

## Llegat
Popova va rebre un reconeixement important al Journal of the Russian Physical Chemical Society. Un obituari més curt va aparèixer a la revista Nature i una breu notícia a la revista nord-americana Science. Un informe del químic Vladimir Ipatieff va suggerir que ella va poder haver estat enverinada en el transcurs del seu experiment o be s'havia suïcidat, però aquesta opinió no va tenir el suport d'altres informes.
El seu marit va crear un fons en la seva memòria per assistir a dones estudiants. El seu retrat va ser exhibit també a la universitat de les dones on ella havia ensenyat.
A Popova se li atribueix la classificació de dibencil cetona. Això va establir les bases per a les resines acríliques sintètiques creades a partir d'acetona Cianohidrina.